# 郡順史
郡 順史（こおり じゅんし、1922年9月13日 - 2015年2月22日）は日本の歴史小説作家、時代小説作家。最初の筆名は「郡 恂史」。東京新宿・角筈生まれ。明治大学卒業。日本文芸家協会会員。本名は高山恂史。別名義に高山 潤。

## 略歴
中学時代に友人と太宰治を訪ね、小説家を志す。雑誌編集者時代に山手樹一郎の知遇を得て、作家活動に入る。1958年、林崎甚助を主人公に据えた『抜刀流旅日記』が人気を博す。「士道小説」と呼ばれる「武士道」を題材とした小説を得意とする。『葉隠』の研究家としても知られており、『葉隠士魂』『葉隠物語』『武士道の証明』などの著書を出している。また『日本の誇るサムライ達』などの歴史ノンフィクションも手掛ける。東京都内を、江戸時代を偲んで訪ね歩く「江戸を歩く会」を主宰している。
2015年2月22日に老衰のため92歳で死去。

## 受賞歴
- 2001年 日本文芸家クラブ 特別賞

## 作品リスト
※ 単行本の刊行順に記す。
- 抜刀流旅日記（1958年、1993年10月、「抜刀剣流れ旅」に改題の上春陽堂書店春陽文庫） ISBN 4-394-14107-9
- 風流天狗剣（1958年11月、雄文社、1975年、春陽堂書店春陽文庫、2008年2月、ワンツーマガジン社ワンツー時代小説文庫） ISBN 978-4-86296-079-5
- 恋ぶみ侍（1972年、青樹社、1977年4月、春陽堂書店春陽文庫） ISBN 4-394-14103-6
- サムライ雀鬼（1976年、桃園書房、高山潤名義）
- 麻雀社員（1977年11月、桃園書房、高山潤名義）
- 雀鬼一人旅（1979年、青樹社、高山潤名義）
- 武士道の証明 私釈「葉隠」論語（1978年11月、櫂書房Kai books、1981年6月、原生林）
- 怪盗暗闇吉三 松平右近事件帳（1982年3月、富士見書房時代小説文庫）
- はぐれ鳥の唄 松平右近事件帳2（1982年12月、富士見書房時代小説文庫）
- サラリーマンの葉隠入門 武士道書からビジネスの極意を盗め!!（1983年12月、国際情報社）
- 介錯人 士道小説集（1986年12月、青樹社、1991年4月、光文社文庫）
- 剣豪対剣客 寛永御前試合（1987年4月、春陽堂書店春陽文庫）
- 柘植七忍衆 忍法水滸伝（1988年10月、春陽堂書店春陽文庫）
- 北の士魂 楢山佐渡の生涯（1989年5月、青樹社）
- 江戸の闇将軍 花札浪人隠密帳（1990年3月、春陽堂書店春陽文庫、2003年8月、コスミック出版コスミック文庫） ISBN 4-7747-0728-7
- 忍法水戸漫遊記（1990年5月、富士見書房時代小説文庫）
- 葉隠士魂死狂い（1991年5月、春陽堂書店春陽文庫）
- 修羅剣魂（1991年9月、青樹社、1992年9月、富士見書房時代小説文庫）
- 助太刀 傑作士道小説（1993年2月、光文社文庫）
- 八丁堀捕物ばなし（原作：古田求、田村惠、1993年12月、フジテレビ出版）
- 士、意気に感ず 小説・竹中半兵衛（1995年11月、春陽堂書店春陽文庫） ISBN 4-394-14108-7
- 地の士魂 日本の誇るサムライ達（1995年12月、展転社、2003年11月、大吼出版） ISBN 4-88656-240-X
- 佐々成政 己れの信念に生きた勇将（1996年2月、PHP研究所PHP文庫）
- 徳川慶喜の謎（1997年11月、ごま書房ゴマブックス）
- 上意討ち 傑作士道小説（2001年7月、光文社文庫）
- 全国「一の宮」調元祖・信念の神道家――橘三喜（2011年3月、一の宮巡拝会）